# Wybory do Izby Poselskiej Republiki Czeskiej w 1998 roku
Wybory parlamentarne w Czechach w 1998 roku zostały przeprowadzone w dniach 19 i 20 czerwca 1998. Były to wybory przedterminowe. W ich wyniku wybrano 200 deputowanych do Izby Poselskiej. Frekwencja wyborcza wyniosła 73,9%. W wyborach zwyciężyła opozycyjna Czeska Partia Socjaldemokratyczna.

## Wyniki wyborów

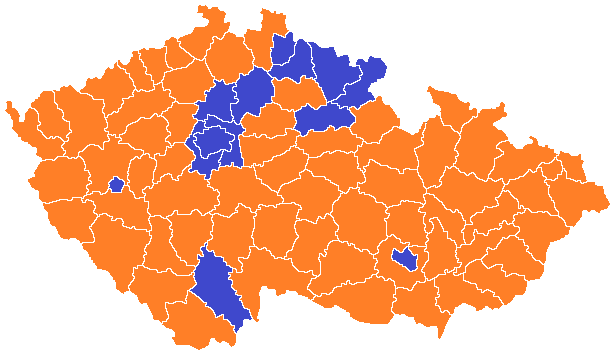
Zwycięzcy wyborów w poszczególnych powiatach:
Czeska Partia Socjaldemokratyczna
Obywatelska Partia Demokratyczna

Czeska Partia Socjaldemokratyczna
     Obywatelska Partia Demokratyczna
| Komitet wyborczy                                                        | Głosy     | Głosy  | Głosy | Mandaty | Mandaty | Mandaty |
| Komitet wyborczy                                                        | Liczba    | %      | +/–   | Liczba  | +/–     | %       |
| ----------------------------------------------------------------------- | --------- | ------ | ----- | ------- | ------- | ------- |
| Czeska Partia Socjaldemokratyczna                                       | 1 928 660 | 32,31  | 5,87  | 74      | 13      | 37,0    |
| Obywatelska Partia Demokratyczna                                        | 1 656 011 | 27,74  | 1,88  | 63      | 5       | 31,5    |
| Komunistyczna Partia Czech i Moraw                                      | 658 550   | 11,03  | 0,77  | 24      | 2       | 12,0    |
| Unia Chrześcijańska i Demokratyczna – Czechosłowacka Partia Ludowa      | 537 013   | 9,00   | 0,92  | 20      | 2       | 10,0    |
| Unia Wolności                                                           | 513 596   | 8,60   | —     | 19      | —       | 9,5     |
| Stowarzyszenie na rzecz Republiki – Republikańska Partia Czechosłowacji | 232 965   | 3,90   | 4,11  | —       | 18      | —       |
| Emeryci na rzecz Bezpieczeństwa Życia                                   | 182 900   | 3,06   | 0,03  | —       | —       | —       |
| Unia Demokratyczna                                                      | 86 431    | 1,45   | 1,35  | —       | —       | —       |
| Partia Zielonych                                                        | 67 143    | 1,12   | —     | —       | —       | —       |
| Niezależni                                                              | 51 981    | 0,50   | 0,37  | —       | —       | —       |
| Morawska Partia Demokratyczna                                           | 22 282    | 0,37   | —     | —       | —       | —       |
| Czeska Partia Narodowo-Społeczna                                        | 17 185    | 0,29   | 1,76  | —       | —       | —       |
| Koalicja Obywatelska – Klub Polityczny                                  | 14 788    | 0,25   | —     | —       | —       | —       |
|                                                                         |           |        |       |         |         |         |
| Ogółem                                                                  | 5 994 844 | 100,00 | —     | 200     | —       | 100,0   |
| Głosy nieważne                                                          | 25 339    | 0,42   | 0,19  |         |         |         |
| Frekwencja                                                              | 6 008 926 | 74,03  | 2,38  |         |         |         |